# Jamie Hamilton
James Hamish "Jamie" Hamilton (født 15. november 1900 i Indianapolis, USA, død 24. maj 1988 i Westminster) var en amerikansk/skotsk forlægger og roer.

## Rokarriere
Hamilton var søn af skotsk far og født i USA. Han gik i skole i Rugby og kom derpå til Cambridge University, hvor han gik på Caius College. Han roede senere for Thames Rowing Club og var med i denne klubs otter, der vandt ved Henley-regattaen i 1927 og 1928.
Til OL 1928 i Amsterdam sendte briterne denne otter, som ud over Hamilton bestod af Felix Badcock, Guy Nickalls, Donald Gollan, Harold Lane, Gordon Killick, Jack Beresford, Harold West og styrmand Arthur Sulley. Briterne sejrede i de første tre runder, mens de var oversiddere i semifinalen. I finalen mødte de de forsvarende mestre fra OL 1924 og 1920, USA, der med sejrede mere end to sekunders forspring, så briterne fik sølv, mens den tabende semifinalist, Canada, fik bronze.

## Erhvervsliv
Hamilton læste oprindeligt litteratur på universitetet, men skiftede senere til jura. Han havde studiejob i bogafdelingen i Harrods, og senere stod han i lære i det amerikanske firma Harper and Brothers.
I 1931 etablerede han sit eget forlag, Hamish Hamilton Limited, og her fik han snart udgivet bøger af en række velkendte forfattere samt andre kendte personer. I 1965 solgte han firmaet til canadiske Thompson, der i 1986 igen solgte det til Penguin Books. Hamilton vedblev med at stå i spidsen for firmaet og var ved sin død koncerndirektør.

### Krigsindsats
Hamilton var en dygtig pilot, der havde fået flylicens i 1932. Han kom dog i hæren under anden verdenskrig og kæmpede i Frankrig og Holland, inden han kom til at arbejde i informationsministeriet, hvor han sad i Amerika-afdelingen.

## OL-medaljer
- 1928:  Sølv i otter